# Michael Campbell (golfer)

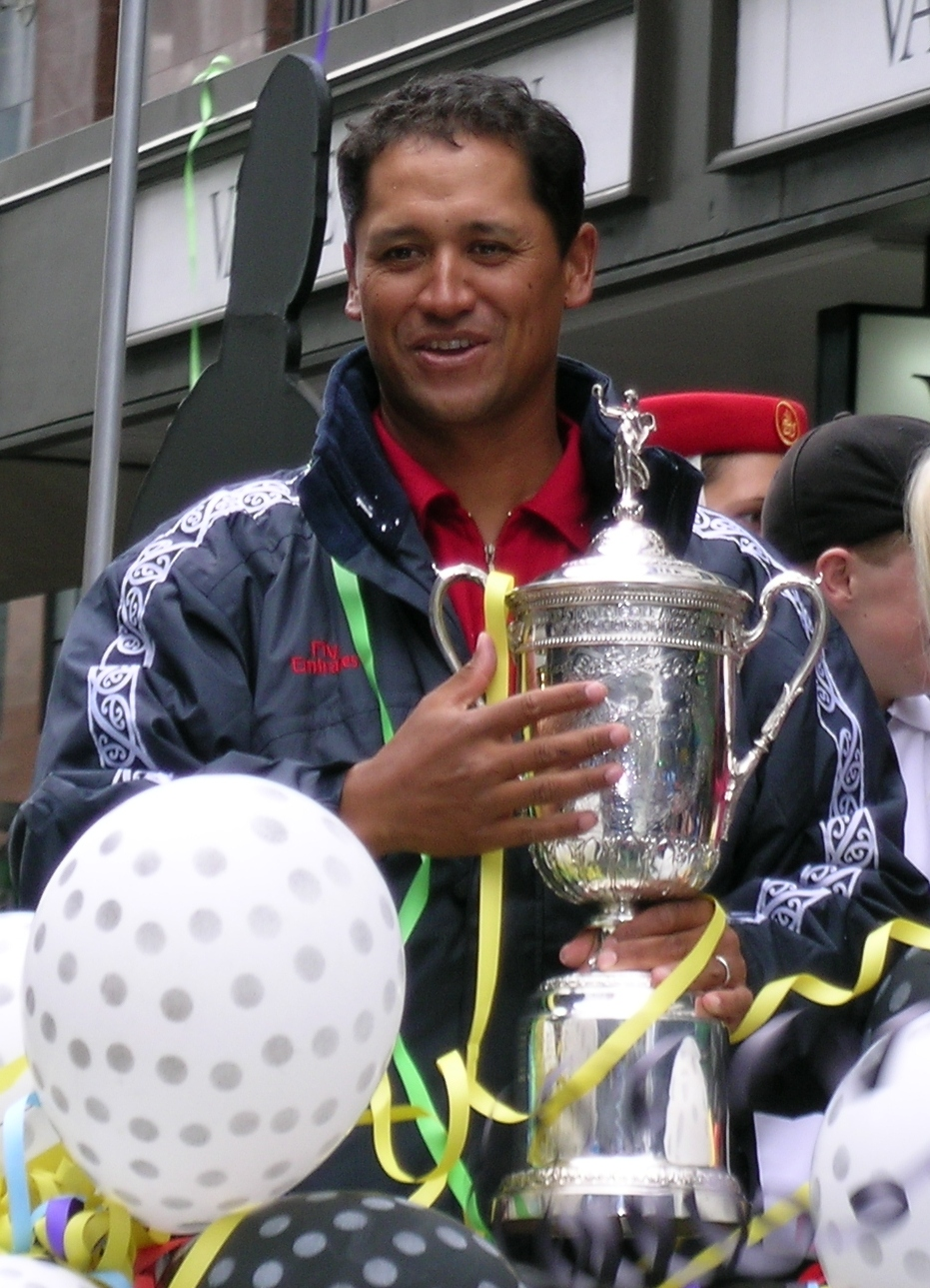
Winnaar US Open 2005

Michael Campbell NZOM (Hawera, Taranaki, 23 februari 1969 is een  golfprofessional uit Nieuw-Zeeland.
Als kind woonde Michael gedeeltelijk bij zijn moeder in Whenuakura, ten zuiden van Patea en gedeeltelijk bij zijn vader in Hawera. Hij begon met rugby waar zijn moeder groot tegenstander van was, dus speelde hij later softbal, squash en tafeltennis maar kwam al gauw bij golf terecht via een oom en via zijn vader, die een single handicap had.
Zijn achtergrond is vooral Maori, maar hij dankt zijn achternaam aan zijn Schotse voorvader, John Logan Campbell, die in 1840 naar Nieuw-Zeeland emigreerde en wel de 'Vader van Auckland' wordt genoemd.

## Amateur
Vanaf 1988 deed Michael mee aan internationale amateurs toernooien

### Gewonnen
- 1992: Australisch Amateur Kampioenschap, New South Wales Amateur Kampioenschap

### Teams
- Eisenhower Trophy: 1992 (winnaar)

## Professioneel
In 1993 werd Campbell professional en in 1995 had hij zijn tourkaart gehaald en speelde hij op de Europese Tour. Tijdens het Brits Open maakte hij een laatste ronde van 76 en miste de play-off.
Campbell heeft daarna last van zijn pols gekregen en pas in 1998 speelde hij weer op zijn oude niveau. In 2000 haalde hij de 4de plaats op de Europese Order of Merit en won hij die op de Australaziatische Tour.

Het jaar 2005 was zeer bewogen. Bij de eerste vijf toernooien miste hij de cut maar daarna haalde hij er 15 van de 16. Om mee te mogen doen aan het US Open, kwalificeerde hij zich op Walton Heath, waar voor het eerst een Europees kwalificatietoernooi plaatsvond. Tijdens het US Open stond hij na drie rondes vier slagen achter de leider, titelverdediger Retief Goosen, maar die maakte in ronde 4 een score van 81. Campbell maakte 69 en won. Tiger Woods, die ook een laatste ronde van 69 maakte, werd tweede. Cambell was de tweede Nieuw-Zeelander die een Major won, de eerste was linkshandige Bob Charles. Als beloning voor deze overwinning werd Campbell levenslang lid gemaakt van de Europese Tour.

Later in 2005 werd Campbell ook nog wereldkampioen matchplay op Wentworth, waarvoor hij Paul McGinley in de finale versloeg.

### Gewonnen

#### Challenge Tour
- 1994: Olivier Barras Memorial , Bank of Austria Open, Audi Quattro Trophy

#### Europese Tour
- 1999: Johnnie Walker Classic in Taiwan
- 2000: Linde German Masters, Johnnie Walker Classic in Australië, Heineken Classic
- 2001: Heineken Classic
- 2002: Smurfit European Open
- 2003: Nissan Irish Open
- 2005: US Open , HSBC World Match Play Championship

#### Amerikaanse PGA Tour
- 2005: US Open

#### Australaziatische Tour
- 1993: Canon Challenge
- 1995: Alfred Dunhill Masters op de Emeralda Golf & Country Club in Jakarta
- 2000: Johnnie Walker Classic in Australië, New Zealand Open, Ericsson Masters, Heineken Classic
- 2001: Heineken Classic

### Teams
- Alfred Dunhill Cup (namens Nieuw-Zeeland): 1995, 2000
- World Cup (namens Nieuw-Zeeland):  1995, 2001, 2002, 2003
- Presidents Cup (Internationaal Team): 2000, 2005